# Rue Marx-Dormoy (Marseille)
Pour les articles homonymes, voir Rue Marx-Dormoy.
La rue Marx-Dormoy est une voie située à Marseille.

## Situation et accès
Cette rue située dans le quartier des Cinq-Avenues dans le 4e arrondissement de Marseille débute boulevard de la Libération et se termine rue Monte-Cristo.

## Origine du nom
Le nom de cette rue a été donné en l’honneur de Marx Dormoy (1888-1941), maire socialiste de Montluçon, député puis sénateur et enfin ministre de l’Intérieur en 1937 et 1938, qui fut assassiné par des cagoulards dans la nuit du 25 juillet 1941.

## Historique
Elle s'appelait auparavant rue de Sébastopol. Elle fut desservie en intégralité par la ligne de trolleybus puis d’autobus  jusqu’à l’ouverture du tramway.

## Bâtiments remarquables et lieux de mémoire
- Georges Pompidou et Claude Pompidou ont habité cette rue entre 1935 et 1938, alors qu'il enseigne au lycée Saint-Charles[2].

## À proximité
On y trouve principalement :
- La place Sébastopol.